# Lidia Błądek
Lidia Błądek (ur. 5 maja 1956 w Jeżowem) – polska polityk, prawniczka, nauczyciel akademicki, samorządowiec, notariusz, doktor nauk prawnych, posłanka na Sejm II kadencji.

## Życiorys
W 1986 ukończyła studia na Wydziale Prawa i Administracji Uniwersytetu Marii Curie-Skłodowskiej w Lublinie. W 1993 na tej samej uczelni na podstawie napisanej pod kierunkiem profesora Jana Malarczyka rozprawy pt. Program społeczno-polityczny Polskiego Stronnictwa Ludowego 1945–1947 uzyskała stopień doktora nauk prawnych. Odbyła aplikację, po której rozpoczęła praktykę notarialną w Nisku. Została też nauczycielką akademicką na Wydziale Zamiejscowym Prawa i Nauk o Społeczeństwie Katolickiego Uniwersytetu Lubelskiego w Stalowej Woli.
W latach 1993–1997 była posłanką na Sejm II kadencji, wybraną w okręgu tarnobrzeskim z listy Polskiego Stronnictwa Ludowego. W trakcie kadencji przeszła do klubu parlamentarnego Unii Wolności. Była też pierwszym prezydentem Klubu Rotary Nisko-Stalowa Wola.
Jako bezpartyjna w 2001 kandydowała bez powodzenia do Senatu z ramienia KWW Inicjatywa Wyborcza 2001. W 2006 przystąpiła do PSL „Piast”, zasiadała we władzach krajowych tego ugrupowania (działającego następnie jako Stronnictwo „Piast”).
W 2006 została wybrana na radną z listy Prawa i Sprawiedliwości, a następnie wiceprzewodniczącą sejmiku podkarpackiego. W 2010 bez powodzenia ubiegała się o reelekcję. W 2011 została zarejestrowana jako kandydatka na posła VII kadencji Sejmu z listy Prawa i Sprawiedliwości (miejsce nr 19). Otrzymała 5401 głosów, nie uzyskując mandatu. 28 listopada 2011 objęła mandat w sejmiku podkarpackim w miejsce wybranej do Senatu Janiny Sagatowskiej. W wyborach do Parlamentu Europejskiego w 2014 startowała z listy Prawa i Sprawiedliwości w okręgu nr 9 w Rzeszowie i nie uzyskała mandatu eurodeputowanej, zdobywając 4566 głosów. W tym samym roku ponownie wybrana na radną wojewódzką.
W wyborach parlamentarnych w 2015 wystartowała do Senatu jako kandydatka niezależna, co skutkowało jej wykluczeniem z klubu radnych PiS. Nie uzyskała wówczas mandatu senatorskiego. W 2017 przystąpiła w sejmiku do klubu PSL, w 2018 nie została ponownie wybrana do tego gremium. W 2019 kandydowała na senatora z ramienia Koalicji Obywatelskiej. W 2024 wystartowała natomiast do sejmiku z ramienia komitetu Konfederacja i Bezpartyjni Samorządowcy.